# Arni Cheatham
Arnold B. „Arni“ Cheatham (* 1944 in Chicago; † 22. Oktober 2023) war ein US-amerikanischer Jazzmusiker (Saxophon, Flöte), der in der Musikszene von Boston aktiv war.

## Leben und Wirken
Cheatham kam nach Ableistung seines Militärdienstes nach Boston, wo er ab 1969 in einer Unternehmensberatung arbeitete. Daneben studierte er in der Berklee School of Music bei Charlie Mariano und spielte in den 1970er-Jahren in der Bostoner Jazzrockband Thing. Unter eigenem Namen legte er 1985 das Album  Romantha Rumination (Talented Tenth Records) vor, an dem Bruce Katz (Piano), Ken Filiano bzw. Joe Fitzgerald (Bass) und Nick Prout (Schlagzeug) mitwirkten. Seit 1990 war er Mitglied des Aardvark Jazz Orchestra und wirkte an zahlreichen Alben der Bigband mit wie The Seeker (2000) und Impressions (2014). Im Bereich des Jazz war er zwischen 1972 und 2019 an 38 Aufnahmesessions beteiligt. Im Makanda Project spielte er Musik des Bostoner Jazzmusikers Makanda Ken McIntyre.
Cheatham betätigte sich außerdem als Fotograf und Musikpädagoge. 2013 wurde der von der Jazz Journalists Association und der Vereinigung JazzBoston als Jazz Hero geehrt.